# Blanche Yurka
Blanche Yurka (nacida como Blanch Jurka, 19 de junio de 1887 - 6 de junio de 1974) fue una actriz y directora de cine y teatro estadounidense. Fue cantante de ópera con papeles menores en la Metropolitan Opera y más tarde se convirtió en actriz de teatro, debutando en Broadway en 1906 y estableciéndose como actriz de carácter de la escena clásica, apareciendo también en varias películas de las décadas de 1930 y 1940.                   
Además de sus numerosos papeles en el teatro, entre ellos el de la reina Gertrudis frente al Hamlet de John Barrymore, fue directora y dramaturga ocasional. Permaneció activa en el teatro y el cine hasta finales de la década de 1960. Su papel cinematográfico más famoso fue el de Madame Defarge en la versión de MGM en 1935 de Historia de dos ciudades, pero también fue la tía compasiva de Jennifer Jones en La canción de Bernadette (1943). Otro papel memorable fue el de la madre viuda de Zachary Scott en The Southerner (1945).                   

## Biografía
Nacida Blanch Jurka, al parecer en Saint Paul, Minesota, fue la cuarta de los cinco hijos de Karolína y Antonín Jurka, emigrantes checos católicos de Bohemia. Su padre era profesor y bibliotecario. Heredó los intereses artísticos y académicos de su padre, incluido el amor por la música y la interpretación. Terminó la escuela primaria antes de que su padre perdiera su trabajo como profesor de checo en la escuela Jefferson de St. Paul. Encontró un nuevo puesto en la Sociedad Benéfica Checa de Nueva York y trasladó a la familia al Upper East Side de Manhattan en 1900.
Sus padres utilizaron sus modestos ingresos para proporcionarle a Blanche lecciones de canto en Nueva York antes de que ingresara a la escuela secundaria. Su talento vocal llamó la atención del compositor Harry Burleigh, Yurka ganó una beca a los 15 años para estudiar en la Escuela Metropolitan Opera. Apareció en la producción de Michael Balfe The Bohemian Girl y debutó en el teatro en una producción de Navidad de Parsifal en Metropolian Opera en 1903. En su reseña en la actuación, Henry Krehbiel destacó por su contribución: "Mientras señala la belleza del trabajo de los directores, es un privilegio agradable depositar una ofrenda floral a los pies de la pequeña dama que llevó a Grial con tan reverente y conmovedora consagración a sus sagrados deberes ".
Blanche continuó con sus estudios en la Escuela Opera Met, pero fue despedida porque se lesionó su voz cantando el papel de Leonora en una producción amateur de Il Trovatore de Verdi.  Se trasladó al Instituto de Arte Musical (1905-2007), precursor de la Juilliard School, pero fue despedida por el mismo motivo. Habiendo perdido la oportunidad de una carrera operística, aceptó la sugerencia de un director del Instituto y trató de comenzar a trabajar en el teatro. Gracias a su perseverancia, consiguió una audición con el empresario teatral David Belasco. Según su autobiografía, Belasco dijo: "Tu dicción es clara y pura. Tu voz tiene buen timbre. Percibo que tienes temperamento. Debemos averiguar si sabes actuar". Belasco le dio a Blanche un pequeño papel en The Rose of the Rancho (1906), y al año siguiente, le firmó un contrato, momento en el que ella cambió su apellido a "Yurka", un homófono de su verdadero apellido.

## Trayectoria

### Teatro
Comenzando con The Warrens of Virginia (1907), Blanche pasó la siguiente década alternando producciones teatrales y giras. En 1909, tuvo un pequeño papel en la obra de Leo Ditrichstein Is Matrimony a Failure? en el Belasco Theater. Allí conoció a la actriz Jane Cowl, que interpretaba el papel de Fanny Perry. Yurka tuvo papeles secundarios en varias obras, como An Old New Yorker (1911), The House of Bondage (1914) Our American Cousin (1915) y un par de obras de Jane Cowl, Daybreak (1917) e Information Please (1918).
En 1922-23, fue la reina Gertrudis del Hamlet de John Barrymore en la producción de Arthur Hopkins en el Sam Harris Theater y la Manhattan Opera House, donde se representaron 125 funciones. A sus 42 años, Barrymore era un poco mayor para interpretar a su hijo (ella tenía 35), y se hizo pasar por lo más joven posible para desahogar su irritación.
Antes de Hamlet, actuó en The Law Breaker, donde conoció a un joven y encantador actor llamado Ian Keith, 12 años menor que ella. Se casaron en septiembre de 1922, el primer matrimonio de ella y el segundo de él. Su creciente fama como actriz, unida a los celos de él, acabaron por separarles en 1925 y divorciarse en 1926. Yurka no volvió a casarse ni tuvo hijos. A partir de su repertorio de personajes clásicos, Yurka protagonizó un cuarteto de obras de Ibsen, dirigiendo tres de ellas: El pato salvaje (1928, como Gina Ekdal), Hedda Gabler (1929, papel principal) y The Vikings at Helgeland (1930, como Hjordis); también interpretó el papel principal de Ellida en La dama del mar (1929).
Sólo en 1932, interpretó el papel principal de Electra, de Sófocles; fue Helena de Troya en Troilo y Crésida, de Shakespeare; dirigió Carry Nation, protagonizada por Esther Dale (una producción en la que debutaron en Broadway Mildred Natwick y James Stewart); y apareció en la producción de Katharine Cornell de Lucrecia, de Deems Taylor y Thornton Wilder. Fue aclamada por la crítica en 1935 cuando sustituyó a Edith Evans como la Enfermera en Romeo y Julieta frente a la Julieta de Cornell.
Co-adaptó al teatro la comedia española Primavera en otoño (1933), de Gregorio Martínez Sierra y María Martínez Sierra, que la reunió con sus compañeros de reparto en Carry Nation, Esther Dale, Mildred Natwick y James Stewart, y en la que Yurka cantaba un aria de Puccini de pie sobre su cabeza.

### Cine
Yurka era ante todo actriz de teatro y durante mucho tiempo consideró el cine una forma de arte inferior. Su mala opinión del cine empezó a cambiar cuando vio El soplón, de John Ford, adaptación de la novela de Liam O'Flaherty. Cuando finalmente hizo su tardío debut en la pantalla, a los 47 años, fue en el papel que muchos consideran el mejor de su carrera cinematográfica, el de la revolucionaria Thérèse Defarge, venenosamente vengativa, en Historia de dos ciudades. La primera elección del productor David O. Selznick para el papel de Madame Defarge fue la actriz de teatro de origen ruso Alla Nazimova, que lo rechazó pero recomendó a Yurka, declarándola la «única» actriz para el papel. Las dos mujeres aún no se conocían, pero estaban familiarizadas con el trabajo de la otra, ya que eran las principales heroínas de Ibsen en los escenarios de Broadway. A pesar del apoyo de Nazimova, Yurka fue la 67.º actriz que se presentó a la prueba para el papel.
Intentó interpretar a O-Lan en la película de 1937 La buena tierra, pero perdió ante Luise Rainer, que ganó un Oscar por su interpretación. También perdió el papel de Pilar en Por quién doblan las campanas frente a la actriz griega Katina Paxinou, que ganó el Oscar a la mejor actriz de reparto.

### Radio
Yurka interpretó el papel de la Sra. Hunter en la radionovela Valiant Lady.

### Posguerra
Yurka nunca abandonó el teatro, pero a medida que sus papeles en Hollywood se hacían menos satisfactorios después de la guerra, el ritmo de sus papeles tanto en el cine como en el teatro fue decayendo. Durante la Segunda Guerra Mundial, contribuyó con su tiempo y talento al esfuerzo bélico como actriz de teatro. Hizo giras con grupos teatrales por Europa antes y después de la guerra. En diciembre de 1945, actuó en el Majestic Theatre en dos lecturas de Edipo Rey, de Sófocles, con el erudito en clásicos Eugene O'Neill, Jr.
Yurka participó activamente en causas teatrales durante toda su vida. Apoyó la huelga de actores de 1919. Más tarde defendió enérgicamente los intereses de los actores estadounidenses contra una invasión británica de los teatros de su país. Se unió a la defensa que hizo Tallulah Bankhead del Proyecto Federal de Teatro en las audiencias del Comité de Asignaciones del Senado de 1939, que desfinanció el programa como reacción a las producciones que se consideraban simpatizantes de la izquierda política.
En ocasiones, podía ser crítica con Broadway por unos valores de producción que no estaban a la altura de los más altos estándares. En una carta al New York Times, publicada el 6 de noviembre de 1955, reprochaba a la comunidad teatral «la pasión por la fealdad que parece formar parte de nuestro teatro actual». Antes de que acabara el año, anunció su retirada de los escenarios, una retirada efímera que la encontraría de nuevo en escena exactamente un año después en la obra Diario de un canalla, del Phoenix Theatre. En 1957, visitó Atenas bajo los auspicios del Intercambio Internacional de Artistas de Estados Unidos para inaugurar el Festival Dramático Griego. Allí participó en una lectura de Prometeo encadenado, de Esquilo, en la traducción de Edith Hamilton. En 1958, actuó en el Belasco Theater en Jane Eyre, de Huntington Hartford.
En los últimos 15 años de su vida, tuvo pocos papeles en teatro o cine. Apareció esporádicamente en programas de televisión en los años 50, especialmente en Lux Video Theater, The Philip Morris Playhouse y Ponds Theater. Le sorprendió que le ofrecieran el breve papel de la Sra. Wendell, la cocinera, en el cancelado remake de MGM de Dinner at Eight (1969), el papel interpretado por May Robson en la película de 1933. Concluyó su carrera con una nota de triunfo personal con su aclamada interpretación en Londres de La loca de Chaillot (1969). Cuando la obra viajó al off-Broadway en 1970, la recepción de la crítica neoyorquina fue tibia, y Yurka se retiró de la actuación poco después del cierre del espectáculo.

## Muerte
Yurka recopiló sus reflexiones sobre la técnica interpretativa en el libro Dear Audience (1959) y escribió unas memorias, Bohemian Girl (1970). Era una invitada muy popular en clubes femeninos y universidades, donde continuó realizando lecturas dramáticas. En sus últimos años de vida, su salud se deterioró debido a la arteriosclerosis y falleció el 6 de junio de 1974, a la edad de 86 años, dos semanas antes de cumplir 87 años. Fue enterrada en la misma parcela que su buena amiga, la actriz Florence Reed, en la sección Actors Fund of America del cementerio de Kensico, Valhalla, Nueva York.

## Filmografía seleccionada
- Historia de dos ciudades (1935) como Madame Thérèse Defarge
- Reina de la mafia (1940) como Ma Webster
- Fuga (1940) como Enfermera
- Ciudad para la conquista (1940) como Sra. Nash
- Ellery Queen y el círculo de los asesinatos (1941) como Sra. Augusta Stack
- Cita en el Pacífico (1942) como Sra. Savarina
- Dama por una noche (1942) como Julia Alderson
- Keeper of the Flame (1942) como Mrs. Anna Taylor
- Una noche para recordar (1942) como Sra. Salter
- La canción de Bernadette (1943) como Tía Bernarde Casterot
- Esta noche asaltamos Calais (1943) como Viuda Grelieu
- El grito del hombre lobo (1944) como Bianca
- Un cuerpo de más (1944) como Matthews
- El puente de San Luis Rey (1944) como La abadesa
- El sureño (1945) como Mama Tucker
- The Flame (1947) como tía Margaret
- 13 Rue Madeleine (1947) como Madame Thillot
- Las Furias (1950) como Madre de Herrera
- En la punta de la espada (1952) como Madame Michom
- Taxi (1953) como Sra. Nielson
- Trueno en el sol (1959) como Louise Dauphin